# Spechbach-le-Bas
Spechbach-le-Bas – miejscowość i dawna gmina we Francji, w regionie Grand Est, w departamencie Górny Ren. W 2013 roku jej populacja wynosiła 710 mieszkańców. 
W dniu 1 stycznia 2016 roku z połączenia dwóch ówczesnych gmin – Spechbach-le-Bas oraz Spechbach-le-Haut – utworzono nową gminę Spechbach. Siedzibą gminy została miejscowość Spechbach-le-Haut. 